# Прендоцин (Мазовецьке воєводство)
Прендоцин (пол. Prędocin) — село в Польщі, у гміні Ілжа Радомського повіту Мазовецького воєводства.
Населення — 438 осіб (2011).
У 1975-1998 роках село належало до Радомського воєводства.

## Демографія
Демографічна структура станом на 31 березня 2011 року:
|          | Загалом | Допрацездатний вік | Працездатний вік | Постпрацездатний вік |
| -------- | ------- | ------------------ | ---------------- | -------------------- |
| Чоловіки | 226     | 34                 | 157              | 35                   |
| Жінки    | 212     | 36                 | 121              | 55                   |
| Разом    | 438     | 70                 | 278              | 90                   |